# Citroën DS
Citroën DS je bil priljubljen Citroënov avtomobil iz 60. let z vzdevkom »žaba«.
Znamenito žabo so začeli izdelovati leta 1955. S svojim hidravličnim podvozjem in futuristično obliko je bila desetletja pred ostalimi avtomobili in Francozom so jo dolgo zavidali. Predstavljena je bila na pariškem avtosalonu in Citroen je v času sejma dobil na desettisoče naročil. Izdelovali so ga vse do leta 1975. Vmes so avtomobil izboljševali, spreminjali motorje, spremenjenih je bilo nekaj detajlov, v poznih 60-ih so zamenjali masko in DS je dobil znamenite dvojne luči, pri katerih so se dolge obračale po smeri vožnje. Avtomobil so takrat takrat začeli izdelovati oz. sestavljati tudi v Sloveniji v Cimosu. V Sloveniji je bila nekoliko pogostejša kot verzija DS verzija ID; šlo je pravzaprav za isti avtomobil, ki pa je bil nekoliko cenejši. Model ID lahko prepoznamo po tem, da ima namesto gumba za zavoro kar navadno stopalko. Od leta 1970 ID-jev niso več označevali z oznako ID, temveč z DSuper. Najbolje opremljena verzija je nosila ime DS Pallas, izdelovali pa so tudi karavansko različico. Zelo redek je bil že za časa proizvodnje DS cabriolet, še redkejši pa je bil v verziji coupe. Cena teh modelov je danes lahko preko 50.000 evrov.
Danes ta avtomobil na cesti le redko opazimo, kljub temu da včasih na naših cestah ni bil le občasen gost. Še danes »žaba« velja za enega najlepših avtomobilov vseh časov, kar potrjuje tudi dejstvo, da je bil Citroen DS nagrajen za najboljši industrijski dizajn dvajsetega stoletja. Niso se pa »žabe« odlikovale po zanesljivosti, nenazadnje zaradi številnih tehničnih novosti.